# Нова Козача (зупинний пункт)
Нова́ Коза́ча — залізничний пасажирський зупинний пункт Харківської дирекції Південної залізниці на електрифікованій лінії Харків-Пасажирський — Грани між зупинним пунктом Цупівка та станцією Козача Лопань. Розташований в однойменному селі Харківського району Харківської області.
Біля зупинного пункту у напрямку станції Козача Лопань розташований залізничний переїзд. У 2012 році платформузупинний пункт електронним табло та гучномовцем.

## Пасажирське сполучення
На платформі Нова Козача зупиняються лише приміські поїзди. Напрямок Харків — Козача Лопань обслуговується моторвагонним депо «Харків» (електропоїзди ЕР2, ЕР2Р, ЕР2Т). 